# (1404) Ajax
Ajax és l'asteroide número 1.404. Va ser descobert per l'astrònom K. Reinmuth des de l'observatori de Heidelberg (Alemanya), el 17 d'agost de 1936. La seva designació provisional era 1936 QW.